# Hugh Abernethy (Adliger)
Sir Hugh Abernethy (auch Hugh of Abernethy) († 1291 oder 1292) war ein schottischer Adliger.

## Herkunft
Sir Hugh Abernethy war ein bedeutender Baron mit umfangreichen Besitzungen in Fife, Angus und im nördlichen Perthshire, dabei galt er als bedeutendster Baron in Fife. Seit den 1250er Jahren war er politisch aktiv. Als sein Lehnsherr Malcolm, 6. Earl of Fife 1255 den Sturz des von Walter Comyn, Earl of Menteith geführten Regentschaftsrats unterstützte, geriet er mit Abernethy und mehreren anderen Vasallen in Streit, die Comyn unterstützten. Abernethy gehörte mit anderen lokalen Adligen der Streitmacht an, mit deren Hilfe sich Walter Comyn am 29. Oktober 1255 in Kinross des jungen Königs Alexander III. bemächtigte. Als mehrere schottische Magnaten, darunter der Earl of Fife, 1260 Isabel, Countess of Menteith, die Witwe von Walter Comyn zum Verzicht auf ihren Titel und ihre Ländereien drängten, erhielt Abernethy umfangreichen Landbesitz bei Aberfoyle. Als nach dem Tod von Colban, 7. Earl of Fife um 1270 eine lange Minderjährigkeitsverwaltung für Fife eingesetzt wurde, nutzte Abernethy dies aus, um selbst stärkere Kontakte zum König und zu anderen Magnaten zu bekommen. In der Folge diente Abernethy zeitweise als Sheriff von Roxburghshire und bezeugte in den 1260er und 1270er Jahren zahlreiche Urkunden von Alexander III. Der König hatte ihn mit mehreren Lehen und Geldgeschenken belohnt, dazu durfte Abernethy nach 1271 Mary († vor 1303), eine Tochter von Ewen of Argyll heiraten. Sie war bereits zweifach verwitwet, nachdem ihre ersten beiden Ehemänner König Magnus III. von Man und Malise, 5. Earl of Strathearn gestorben waren.

## Konflikt mit dem Earl of Fife
Hugh war ein Nachfahre von Hugh, einem Sohn von Gille Micheil, 2. Earl of Fife und gehörte somit der weitläufigen Familie MacDuff an. Nachdem der junge Duncan, 8. Earl of Fife 1284 volljährig geworden war, wollte er möglicherweise nach seiner langen Minderjährigkeit seine Autorität über die MacDuffs und damit auch über Abernethy behaupten. Die Besitzungen von Earl Duncan grenzten an die von Abernethy, und offenbar kam es zwischen den beiden zu Besitzstreitigkeiten. Da es in Schottland nach dem Tod von Alexander III. 1286 zu einem Interregnum gekommen war, hatte Abernethy kaum eine Möglichkeit, sich gegen die Ansprüche von Earl Duncan zu behaupten. Er konnte sich nicht an den König wenden und auch nicht an den Regentschaftsrat, da Earl Duncan diesem als Guardian angehörte. Der einflussreiche Alexander Comyn, 6. Earl of Buchan, zu dem er gute Beziehungen hatte, starb im Sommer 1289.

## Ermordung des Earls of Fife und Gefangenschaft
Am 10. September 1289 ermordete Abernethy in einem Hinterhalt bei Brechin den Earl of Fife. Unterstützt wurde er von Walter Percy, einem weiteren Vasallen des Earls. Möglicherweise hoffte Abernethy, dass die verbliebenen Guardians den Mord nicht streng ahnden würden. Dies traf jedoch nicht zu. Percy und Abernethy wurden gefangen genommen. Percy wurde verurteilt und hingerichtet, Abernethy in Douglas Castle inhaftiert. Damit demonstrierten die Guardians, dass sie solche Fehden streng bestrafen würden. Angesichts der instabilen politischen Lage in Schottland nach dem Tod der Thronerbin Margarete wurde Abernethy jedoch nicht angeklagt und auch seine Besitzungen wurden nicht beschlagnahmt. Er wurde vermutlich von Douglas Castle in eine unbekannte königliche Burg gebracht, in der er vermutlich bis zu seinem Tod in Haft blieb. Seine Witwe Mary heiratete nach seinem Tod den englischen Baron William Fitzwaren.

## Familie
Mit seiner Frau Mary hatte Abernethy mindestens einen Sohn, der sein Erbe wurde:
- Alexander Abernethy († um 1315)

## Folgen der Ermordung
Die Ermordung eines der Guardians während einer Fehde verdeutlichte die Instabilität, in der sich Schottland während des Interregnums befand. Angesichts der Verbindungen von Abernethy zur Familie Comyn sahen die Earls of Mar und Atholl ihre eigenen Besitzungen bedroht, was ihre Unterstützung des Thronanspruchs von Robert de Brus bestärkte.